# Ivan Louis
Ivan Louis (* 19. Juni 1990) ist ein Schweizer Politiker der Schweizerischen Volkspartei (SVP). Er sitzt für den Wahlkreis Toggenburg im  St. Galler Kantonsrat.

## Leben und Wirken
Louis schloss 2009 die Maturität an der Kantonsschule in Wattwil ab. Von 2009 bis 2010 leistete er Militärdienst als Durchdiener, einen Teil davon im Katastrophenhilfe Bereitschaftsverband. Von 2010 bis 2016 studierte er Rechtswissenschaften mit Wirtschaftswissenschaften an der Universität St. Gallen, im Jahr 2014 zudem während eines Semesters an der Universität Haifa. Das Studium schloss er mit dem Master of Arts in Law and Economics ab.
Er kandidierte bei den Kantonsratswahlen 2012 auf der Liste der SVP Toggenburg und erreichte den dritten Ersatzplatz. Nach dem Rücktritt von Roman Brändle wurde er im Juni 2015 als Kantonsrat vereidigt. Bei den Kantonsratswahlen 2016 wurde er im Amt bestätigt. Der Kantonsrat wählte ihn an der Junisession 2016 zu seinem Vizepräsidenten, wobei es zwei Wahlgänge brauchte. In der Junisession 2017 wurde Louis zum Kantonsratspräsidenten gewählt. Er ist damit der jüngste je gewählte Kantonsratspräsident des Kantons St. Gallen.
Louis ist als IT-Unternehmer tätig und wohnt in Neu St. Johann.